# Polster-Thymian
Als Polster-Thymian werden mehrere Arten aus der Gattung Thymiane (Thymus) in der Familie der Lippenblütler bezeichnet. Hier wird Thymus cherlerioides beschrieben.

## Beschreibung
Der Polster-Thymian ist ein rasenbildender Zwergstrauch mit langen, kriechenden Stängeln, von denen aufrechte blütentragende Stängel mit einer Höhe von 1 bis 8 cm ausgehen und in deren Achseln Büschel aus Laubblättern stehen. Diese sind 4 bis 10 (selten bis 15) mm lang und 0,3 bis 1 mm breit. Sie sind linealisch bis linealisch-lanzettlich, aufsitzend, unbehaart oder fein behaart bis samtig behaart und meist krautig. Die Adern sind nur undeutlich auszumachen, die Blattränder sind etwas umgebogen, und zumindest in der unteren Hälfte bewimpert.
Die Tragblätter sind bis zu 2,5 mm, und ähneln mehr oder weniger den Laubblättern, sind manchmal aber purpurn gefärbt. Der Kelch ist 3,5 bis 5 mm lang, röhrenförmig-glockenförmig, die oberen Zähne sind 1 bis 2 mm lang, lanzettlich, meist bewimpert und violett. Die Krone ist 5 bis 7 mm lang und pink gefärbt. Die Kronröhre ist zylindrisch.

## Vorkommen
Die Art kommt in der westlichen und südlichen Türkei vor.